# Доценко, Иосиф Трофимович
Иосиф Трофимович Доценко (15 ноября 1916, село Шляховое, Кегичевский район, Харьковская область — 28 сентября 1943) — Герой Советского Союза (1943).

## Биография
Родился в 1916 году в семье крестьянина. Окончил школу в родном селе. Со временем поступил в зоотехническое училище и работал на ферме в с. Парасковея . В 1937 г. был призван в ряды Красной Армии. Командир роты 271-го стрелкового полка 181-й стрелковой дивизии 13-й армии Центрального фронта.
Великую Отечественную войну Иосиф Доценко встретил начальником заставы 73-го Краснознаменного погранотряда в Карело-Финской ССР, воевал с гитлеровцами на Ребольском направлении. После тяжёлого ранения, а перед этим было множество мелких ранений, служил начальником погранзаставы «Новая» Биробиджанского погранотряда.
Затем снова был направлен на фронт, отличился во многих боях.
Бойцы роты старшего лейтенанта И. Доценко неоднократно отличались в боях под Сталинградом и на Курской дуге, на подступах к Десне и Днепру, освобождении   г.Чернигова  21 сентября 1943 г.
25 сентября 1943 г. его подразделение с помощью подручных средств первым в дивизии переправилось через р. Днепр и захватило плацдарм в районе д. Березка Брагинского района Гомельской области.
28 сентября 1943 г. во время контратаки противника И. Т. Доценко дал команду воинам пропустить через свои боевые порядки вражеские танки, отсёк от них пехоту и уничтожил до двух взводов фашистов.
В этом бою старший лейтенант Доценко был смертельно ранен. За смелые и решительные действия, проявленные в бою за днепровский плацдарм, указом Президиума Верховного Совета СССР от 16 октября 1943 г. старшему лейтенанту Доценко Иосифу Трофимовичу посмертно присвоено звание Героя Советского Союза.
Похоронен герой-пограничник в братской могиле в сквере города Чернигова.

## Память
- Именем Иосифа Трофимовича Доценко названа улица в Чернигове, а также школа в селе Парасковея Кегичевского района Харьковской области.
- Памятник герою установлен в селе Липковатовка Нововодолажского района Харьковской области.
- Имя Иосифа Трофимовича Доценко присвоено пограничной заставе Ребольского пограничного отряда (Карелия) Северо-Западного пограничного округа приказом КГБ СССР от 28 декабря 1986 г. на основании Постановления Совета Министров Карельской АССР от 26 декабря 1986 г.